# حمله زنبورها (فیلم)
حمله زنبورها (انگلیسی: The Swarm) فیلمی آمریکایی در سبک ترسناک و علمی–تخیلی به کارگردانی ایروین آلن است که در سال ۱۹۷۸ منتشر شد.

## بازیگران
- مایکل کین
- کاترین راس
- ریچارد ویدمارک
- ریچارد چمبرلین
- اولیویا دی هاویلند
- بن جانسون
- لی گرانت
- خوزه فرر
- پتی دوک
- اسلیم پیکنز
- برادفورد دیلمن
- فرد مک‌موری
- هنری فوندا
- کامرون میچل
- آلخاندرو ری